# Balitora annamitica
Balitora annamitica är en fiskart som beskrevs av Kottelat, 1988. Balitora annamitica ingår i släktet Balitora och familjen grönlingsfiskar. IUCN kategoriserar arten globalt som livskraftig. Inga underarter finns listade.